# برانسون رید
برانسون رید (انگلیسی: Bronson Reed؛ زادهٔ ۲۵ اوت ۱۹۸۸) کشتی‌گیر کشتی حرفه‌ای اهل استرالیا است.